# The Meteors
The Meteors és una banda anglesa de psychobilly formada l'any 1980 a Londres. Al grup se li atribueix la invenció del so i estil característic del subgènere psychobilly, el qual fusiona el punk rock amb el rockabilly. The Meteors ha passat per molts canvis de formació, essent Paul Fenech l'únic membre original.
Els seus àlbums In Heaven (1981) i Wreckin' Crew (1983) es consideren fites dels primers anys del gènere: «A partir de l'escena neorockabilly, The Meteors van ser rebutjats inicialment per ser excessivament diferents. Les excuses per a l'exclusió dels concerts de rockabilly variaven des de dir que la banda tenia un so massa extrem fins que el seu bateria portava els cabells verds». The Meteors va barrejar elements de punk rock, rockabilly i temes de cinema de terror a la seva música, i va adoptar la postura apolítica del psychobilly com a reacció a les actituds polítiques de dreta i esquerra que dividien altres cultures juvenils britàniques.

## Trajectòria
The Meteors es van fundar l'any 1980 amb Paul Fenech (guitarra i veu), Nigel Lewis (contrabaix/baix elèctric i veu) i Mark Robertson (bateria). Fenech i Lewis havien tocat en bandes de rockabilly abans, però van deixar la seva banda anterior, Raw Deal, per a experimentar amb un nou so que barrejava lletres de terror i ciència-ficció amb punk rock i rockabilly (a diferència del rockabilly més lent i psicodèlic de The Cramps). Aquell so més endavant s'anomenaria «psychobilly». El que els va fer únics va ser que Fenech i Lewis cantaven cadascun la veu principal a les seves pròpies cançons.

The Meteors va tocar per primer cop a la Rockabilly Night at The Sparrow Hawk, al nord de Londres, però, després d'haver estat qüestionats a causa de la seva barreja entre actituds rockabilly i punk, van decidir començar a tocar més enllà de les sales de rockabilly. Van aconseguir uns seguidors fidels coneguts com «the Crazies» o «Zorchmen», que van inventar el seu propi estil de dansa, després anomenat going mental, una barreja entre lluitar, ballar i pogo. Més tard, passaria a anomenar-se wrecking i encara és un element bàsic de l'escena psychobilly. Això, juntament amb el ritual de Fenech d'escopir sang (de pollastre) durant les actuacions, va fer que molts clubs creguessin que la banda era perillosa i es neguessin a contractar-los. The Meteors va començar a tocar en sales de punk rock al costat de bandes del Regne Unit com The Clash, The Damned, Anti-Nowhere League i UK Subs. En canvi, a diferència de moltes bandes de punk, The Meteors insistia (i encara ho fa) que els seus concerts siguin una zona lliure de «política i religió» per a centrar-se en passar-ho bé.

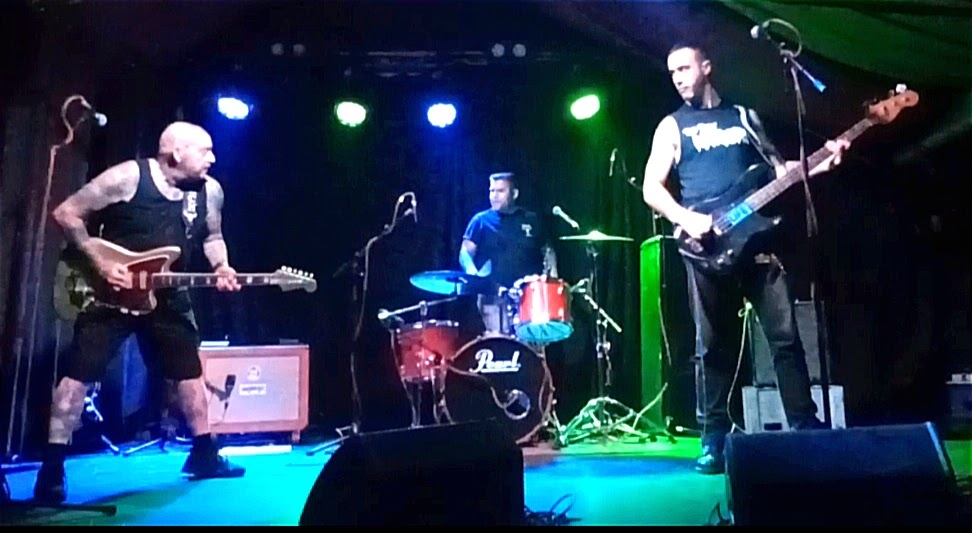
The Meteors a Dublín

The Meteors va fer la seva primera aparició a la televisió al programa White Light de Thames TV a finals de 1980. També va fer un curtmetratge a finals de 1980 amb el còmic Keith Allen anomenat Meteor Madness. A més, estrenaren com a doble llargmetratge la pel·lícula Dance Craze al març de 1981. La pel·lícula va incloure quatre cançons del primer senzill de vinil de la banda publicat per Ace Records. Fins ara, la pel·lícula Meteor Madness no s'ha estrenat mai en vídeo o DVD, tot i que durant els últims anys n'han aparegut còpies a YouTube. Els temes també es van publicar com un singular miniàlbum de 12" anomenat The Meteors Meet Screaming Lord Sutch. Poc després, van publicar els himnes «Radioactive Kid» i «Graveyard Stomp». Es va gravar una sessió per al programa de ràdio de John Peel de la BBC el juny de 1981. L'agost de 1981, la banda va signar el seu primer àlbum de llarga durada The Case Of The Meteors In Heaven, amb Island Records, i el senzill de 7" «The Crazed». La banda va ser entrevistada pel fanzín No Class a The Marquee la nit de l'enregistrament en directe d'In Heaven. La formació original també va gravar un EP tot i que, a causa de restriccions del contracte, es va publicar amb el pseudònim de Clapham-South Escalators, i comptava amb dues cançons vocals de Lewis: «Get Me To The World On Time» i «Cardboard Cutouts», i una de Fenech, «Leave Me Alone». Més endavant, Mark Robertson va abandonar la banda després d'una invitació per unir-se a Theatre Of Hate (encara que això no es va produir). Va ser substituït per Woodie, un fan de The Meteors. Aquesta formació també va gravar un senzill a principis de 1982 amb un altre pseudònim, aquesta vegada es va utilitzar The Tall Boys. El senzill inclou dues cançons vocals de Lewis: «Another Half Hour Till Sunrise» i «Island Of Lost Souls». Aquest va ser l'últim enregistrament amb Fenech i Lewis junts, ja que Lewis i Woodie van marxar poc després.

## Discografia

### Àlbums
- 1981 In Heaven
- 1983 Wreckin’ Crew
- 1984 Stampede!
- 1985 Monkey’s Breath
- 1986 Sewertime Blues
- 1987 Don't Touch the Bang Bang Fruit
- 1988 Only the Meteors Are Pure Psychobilly
- 1988 The Mutant Monkey and the Surfers from Zorch
- 1989 Undead, Unfriendly and Unstoppable
- 1991 Madman Roll
- 1992 Demonopoly
- 1994 No Surrender
- 1995 Mental Instru Mentals
- 1997 Bastard Sons of a Rock’n’Roll Devil
- 1999 The Meteors vs. the World
- 2001 Psycho Down!
- 2003 Psychobilly
- 2004 These Evil Things
- 2004 The Lost Album
- 2007 Hymns for the Hellbound
- 2009 Hell Train Rollin'
- 2012 Doing the Lord's Work
- 2016 The Power of 3

### Senzills i EP
- 1981 "The Crazed" / "Attack of the Zorch Men"
- 1981 "Meteor Madness"
- 1981 "Radioactive Kid"
- 1981 "The Meteors Meet Screaming Lord Sutch"
- 1982 "Mutant Rock"
- 1983 "Johnny Remember Me"
- 1984 "I'm Just a Dog"
- 1985 "Hogs & Cuties"
- 1985 "Fire, Fire"
- 1985 "Stampede"
- 1985 "Bad Moon Rising"
- 1986 "Surf City"
- 1986 "Archive4"
- 1987 "Don't Touch the Bang Bang Fruit"
- 1987 "Go Buddy Go"
- 1988 "Somebody Put Something in My Drink"
- 1988 "Rawhide" / "Surfin' on the Planet Zorch"
- 1988 "Please Don't Touch"
- 1991 "Encores"
- 1991 "Chainsaw Boogie"
- 1992 "Who Do You Love"
- 1994 "Hell Ain't Hot Enough for Me"
- 1994 "The Meteors"
- 1997 "Slow Down You Grave Robbing Bastard"
- 2005 "25th Anniversary"
- 2007 "Disneyland" / "Surf City"
- 2009 "Psychobilly Number One"
- 2012 "The Psychomania Syndrome (Welcome)"
- 2016 "Psycho (Wrecked Forever)"

### Àlbums en directe
- 1983 The Meteors Live
- 1986 Live II
- 1987 Live and Loud!!
- 1987 Night of the Werewolf
- 1990 Live Styles of the Sick and Shameless (Live III)
- 1991 Encores
- 1992 Live 4 ... International Wreckers
- 1996 Welcome to the Wreckin’ Pit
- 1996 International Wreckers 2 (The Lost Tapes of Zorch)
- 1999 Psychobilly Revolution
- 2002 The Final Conflict
- 2003 From Beyond (recording from a 1981 gig, to date the only official 'live' recording of the original line-up)
- 2004 Hell in the Pacific
- 2012 Maniac Rockers from Hell
- 2020 Best of Life (vinyl)

### Recopilacions
- 1980 Home Grown Rockabilly (Alligator records)various artists compilation featuring 3 songs by The Meteors
- 1985 The Curse of the Mutants
- 1986 Teenagers from Outer Space (all the tracks of the original line-up including a few rare unreleased tracks)
- 1987 Don't Touch the Bang Bang Fruit
- 1989 Stampede & Monkey's Breath
- 1989 Undead, Unfriendly and Unstoppable Plus the Mutant Monkey and the Surfers from Zorch
- 1991 Bad Moon Rising
- 1991 The Meteors Live & the Meteors Live II
- 1993 The Best Of
- 1995 Corpse Grinder (The Best Of)
- 1995 Graveyard Stomp, the Best of the Meteors 1981–1988
- 1995 Sewertime Blues / Don't Touch the Bang Bang Fruit
- 1995 Live, Leary and Fucking Loud!
- 1996 John Peel Sessions (1983–1985)
- 1997 From Zorch with Love: The Very Best of the Meteors 1981–1987
- 2001 Anagram Singles Collection
- 2002 Wreckin' Live
- 2005 Meteor Club – The Best Of
- 2011 Kings of Psychobilly
- 2012 30th Anniversary Box
- 2013 Psychobilly Rules! The Collection